# 鼋
鼋（学名：Pelochelys cantorii），又叫亞洲巨鱉、沙鳖、蓝团鱼，是鼋属动物下三个物种中的一种，也是鱉科动物中体型最大的一种，是世界最大的淡水龜之一，可長到6英尺長（約2米），重超過220磅（100公斤）。主要分布在中国長江流域及以南地区，曾經分佈在印度、孟加拉國、緬甸、泰國、馬來西亞、新加坡、柬埔寨、越南、菲律賓、印度尼西亞（蘇門答臘、婆羅洲、爪哇）、巴布亞新幾內亞。由於現代以來的過度捕殺，已經瀕危，属于中国国家一级重点保护野生动物。
鼋被认为是一种吉祥的动物，因此古代寺庙的放生池里经常可以看见。鼋雖然是雜食性，主要還是以埋伏捕食和肉食性為主的動物，攝食甲殼類動物，軟體動物和魚，但同時也吃一些水生植物。牠可一天只换氣兩次，並於二月或三月在河邊生蛋（20－28枚）。